# Asadabad
Asadabad este un oraș din Afganistan.